# 巴里·多纳特
巴里·多纳特（英語：Barry Donath，1932年12月30日—2001年12月1日），澳大利亚男子田径运动员。他曾代表澳大利亚参加1958年大英帝国和英联邦运动会田径比赛，获得男子铅球铜牌。